# 小野栄
小野 栄（おの さかえ、1910年（明治43年）1月19日 - 没年不明）は、昭和時代前期の台湾総督府官僚。陸軍司政官。

## 経歴
宮城県仙台市出身。1934年（昭和9年）3月、東京帝国大学法学部法律学科を卒業し、同年10月、高等試験行政科に合格。1937年（昭和12年）4月、台湾総督府交通局書記に任じ、鉄道部自動車課勤務、庶務課勤務、殖産局商工課勤務を経て、1939年（昭和14年）7月、台北州蘇澳郡守に就任した。その後、拓務事務官・殖産局、拓北局青年課勤務を経て、1942年（昭和17年）10月、陸軍司政官に任じた。